# Philipp Bagus
Philipp Bagus (1980) is een Duitse econoom. Hij geeft les aan de Rey Juan Carlos Universiteit in Madrid. Hij doet onderzoek en publiceert met name op het gebied van monetair beleid en economische theorie. Als econoom volgt hij de Oostenrijkse school. Bagus is een fellow van het Ludwig von Mises Instituut en lid van de Mont Pèlerin Society.

## Biografie
In 2005 studeerde hij af met een Bachelor of Arts in de economie aan Westfaalse Wilhelms-Universiteit. Hij promoveerde in december 2007 aan de Universiteit van Rey Juan Carlos bij Jesús Huerta de Soto. Sinds 2007 geeft hij les aan de Universidad Rey Juan Carlos.
Zijn belangrijkste onderzoeksgebieden zijn: monetaire theorie, theorie van de banken, kapitaaltheorie en de theorie van economische cycli.
Bagus heeft artikelen gepubliceerd in Duitstalige en internationale tijdschriften, zoals Wirtschaftsdienst, Journal of Business Ethics, Independent Review en American Journal of Economics and Sociology. Zijn boek The Tragedy of the Euro, gepubliceerd in 2010, behandelde onder meer de tragedy of the commons met betrekking tot het eurosysteem.